# Anthia hexasticta
Anthia hexasticta es una especie de escarabajo del género Anthia, familia Carabidae. Fue descrita científicamente por Gerstaecker en 1867.

## Distribución geográfica
Habita en Somalia, Kenia y Tanzania.